# 科里·米伦
科里·米伦（英語：Corey Millen，1964年3月30日—），美国男子冰球运动员，场上位置是前锋。他曾代表美国国家队参加1984年和1988年冬季奥林匹克运动会冰球比赛，均获得第七名。